# Noël Treanor
Mons. Noël Treanor (25. prosince 1950, Silvestream, Irsko – 11. srpna 2024, Brusel) byl irský římskokatolický duchovní, emeritní biskup diecéze Down a Connor a apoštolský nuncius při EU. 

## Život
Po maturitě a studiích na St. Patrick's College v Maynoothu byl v roce 1976 vysvěcen na kněze a inkardinován do clogherské diecéze. Následně studoval na gregoriánské univerzitě, přičemž částečně působil jako studijní prefekt Papežské irské koleje v Římě. Roku 1989 byl poslán do Bruselu, aby zde působil v Komisi biskupských konferencí Evropské unie. V roce 1994 byl jmenován kaplanem Jeho Svatosti.
Roku 2011 jej papež Benedikt XVI. jmenoval biskupem diecéze Down a Connor, téhož roku přijal biskupské svěcení a nastoupil do úřadu. V rámci Irské biskupské konference měl na starosti kontakty s COMECE (od 2009). 
Dne 26. listopadu 2022 jej papež František jmenoval apoštolským nunciem při Evropské unii a povýšil jej do hodnosti arcibiskupa. Zaujal místo Mons. Alda Giordana, který zemřel na sklonku roku 2021 v důsledku komplikací spojených s onemocněním COVID-19. 
Zemřel dne 11. srpna 2024 ve výkonu funkce na infarkt.